# Böhmische Bastard-Elsbeere
Die Böhmische Bastard-Elsbeere (Sorbus bohemica) ist eine Art aus der Gruppe der Bastard-Mehlbeeren.

## Merkmale
Die Böhmische Bastard-Elsbeere ist ein Strauch, der Wuchshöhen von 2 bis 4 Meter erreicht. Vom Habitus her ähnelt sie Sorbus graeca. Die Blätter messen 6 bis 8 (selten 5 bis 9) × 3 bis 4 Zentimeter und sind elliptisch. Ihre breiteste Stelle befindet sich oberhalb der Mitte. Die Blätter sind mehr oder weniger ganzrandig, an der Basis lang keilförmig und im oberen Bereich gelappt. Es sind 8 bis 9 (selten auch 10) Paare Seitennerven vorhanden. Der Blattstiel ist 15 bis 18 (selten bis 20) Millimeter lang. Die Früchte sind rundlich, orangerot und besitzen beinahe gar keine Lenticellen. Die Fruchtwand ist wie bei Sorbus torminalis hart. Die Chromosomenzahl beträgt 2n = (3x) = 51. Die Art pflanzt sich apomiktisch fort.

## Vorkommen
Die Böhmische Bastard-Elsbeere kommt nur am Berg Lovoš bei Lovosice im Böhmischen Mittelgebirge (Nordböhmen, Tschechien) vor. Dort wächst sie in der Xerothermvegetation auf einer bewachsenen Basaltkuppe.

## Systematik
Die Böhmische Bastard-Elsbeere wurde 1961 von Miloslav Kovanda erstbeschrieben. Sie ist ein Bastard aus Sorbus torminalis und vermutlich Sorbus danubialis.

## Belege
- Herfried Kutzelnigg: Sorbus. In: Hans. J. Conert u. a. (Hrsg.): Gustav Hegi. Illustrierte Flora von Mitteleuropa. Band 4 Teil 2B: Spermatophyta: Angiospermae: Dicotyledones 2 (3). Rosaceae 2. Blackwell 1995. ISBN 3-8263-2533-8